# Barcelonnette
Barcelonnette (in occitano Barcilona de Provença, raramente Barciloneta; in italiano Barcellonetta) è un comune francese di 2 917 abitanti situato nel dipartimento delle Alpi dell'Alta Provenza della regione della Provenza-Alpi-Costa Azzurra, sede di sottoprefettura. Situata al centro della Valle dell'Ubaye, a 32 chilometri dal confine con l'Italia, è la città principale della valle.

## Storia
Dopo essere stata conquistata dai Romani nel 14 a.C., l'Imperatore romano Augusto organizzò le Alpi in Province e il territorio di Barcelonnette dipese dalla provincia delle Alpi Marittime.
Dall'VIII secolo la gestione della valle dell'Ubaye sarà poi organizzata dall'abbazia di Novalesa con capoluogo Saint-Pons. Successivamente la vallata venne inclusa nella contea della Provenza. Barcelonnette venne fondata nel 1231 per volontà di Raimondo Berengario IV, conte di Provenza, divenendo il nuovo capoluogo della valle. Nel 1388 venne conquistata dalle truppe di Amedeo VIII di Savoia, salvo poi tornare sotto il controllo dei Provenzali due anni dopo.
Nel 1536 Francesco I inviò nella zona seimila lanzichenecchi per attuare una politica di terra bruciata contro l'invasione delle forze imperiali di Carlo V. La città rimase sotto il controllo dei Francesi fino alla pace di Cateau-Cambrésis. Nel 1588 François de Bonne de Lesdiguières conquistò Barcelonnette e ne bruciò la chiesa; il nobile conservò la città fino alla firma del trattato di Lione. Nel corso delle guerre che infestarono l'Europa nel corso del '600 la città venne più volte presa e conquistata dagli eserciti di passaggio. Il distretto di Barcelonnette venne ceduto dai Savoia alla Francia in una serie di scambi di territori nel corso del trattato di Utrecht.

## Società

### Evoluzione demografica
Abitanti censiti

## Galleria d'immagini

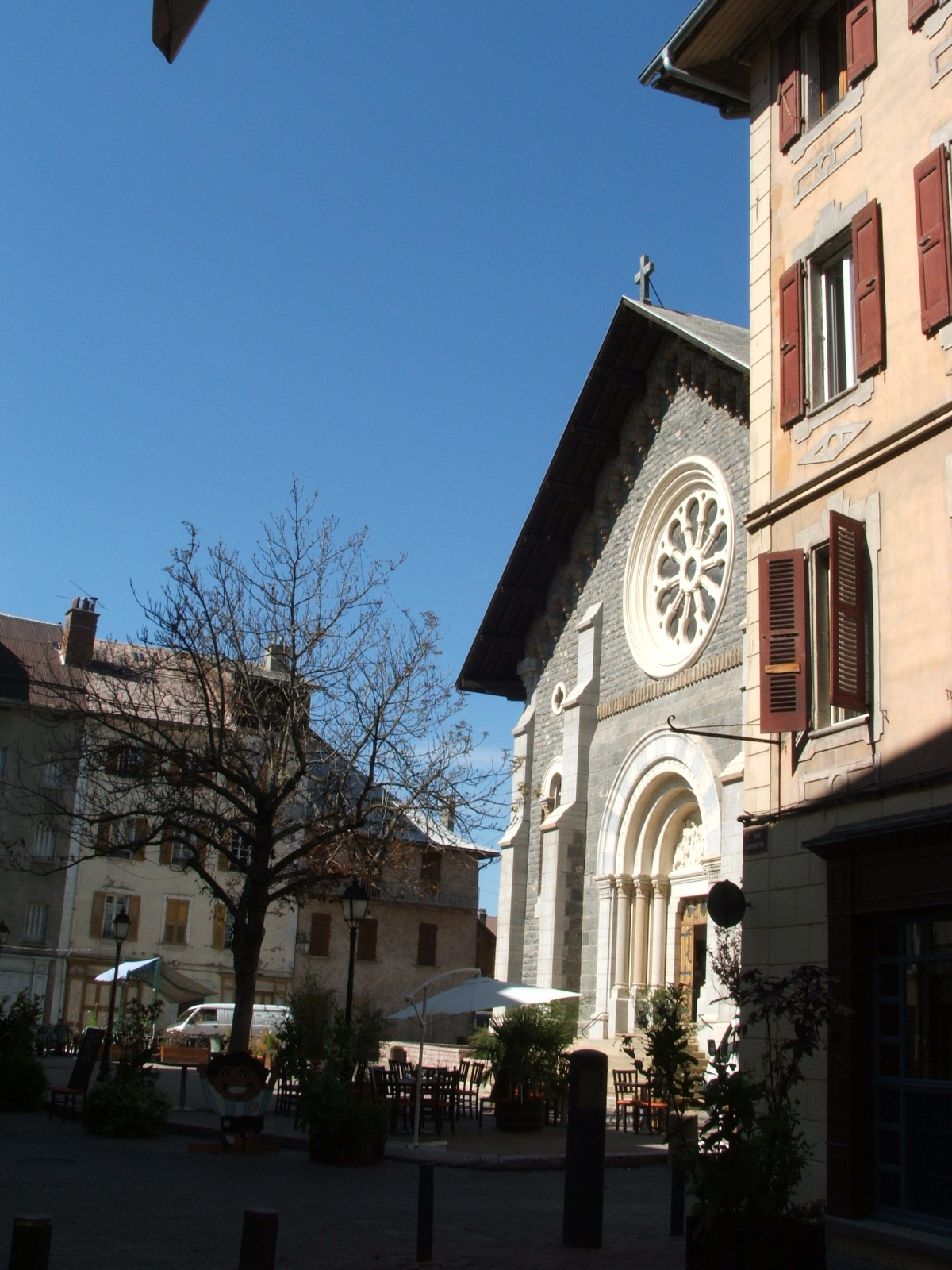
La chiesa di Place St. Pierre
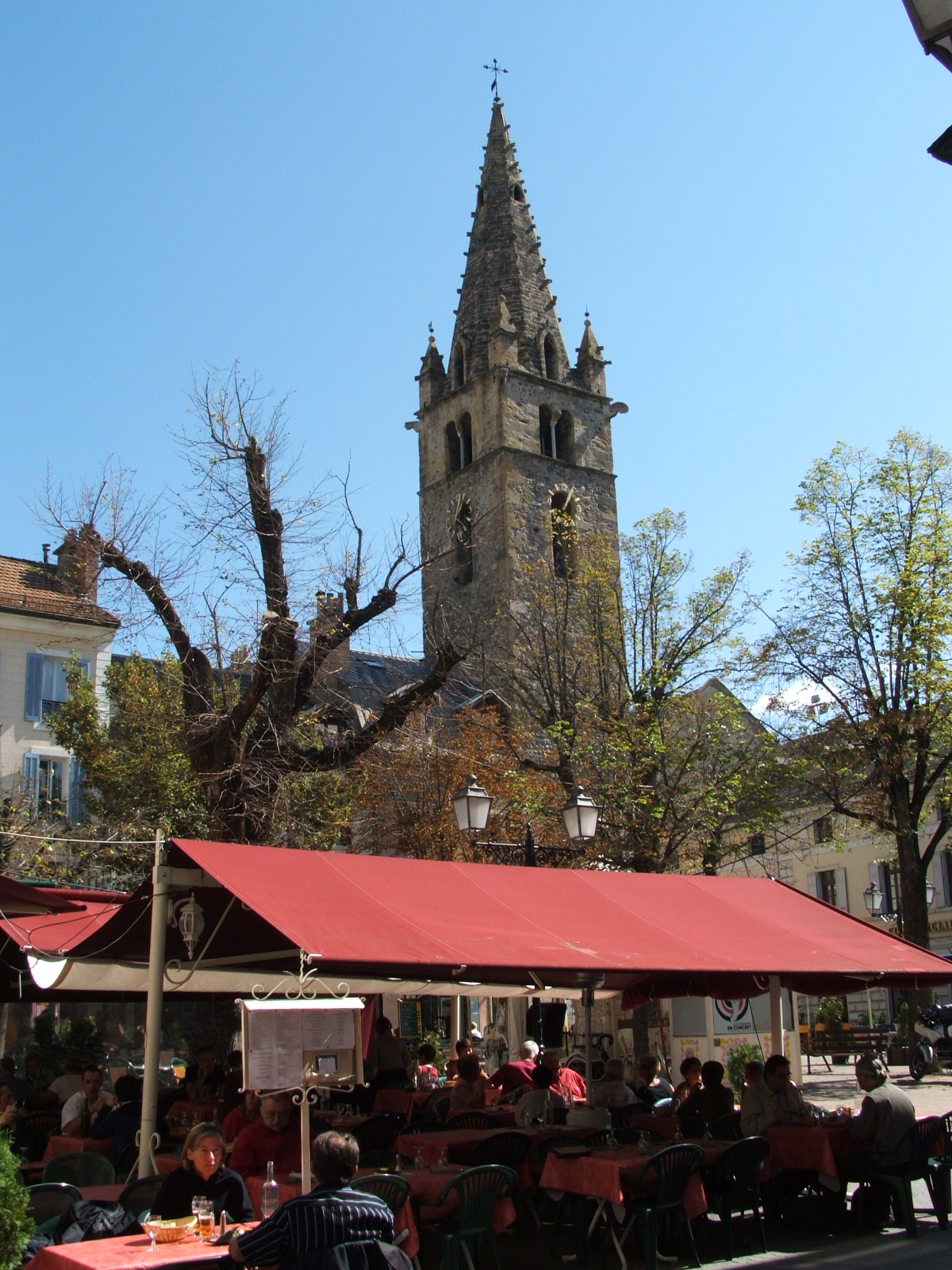
La Place Manuel con la torre Cardinalis
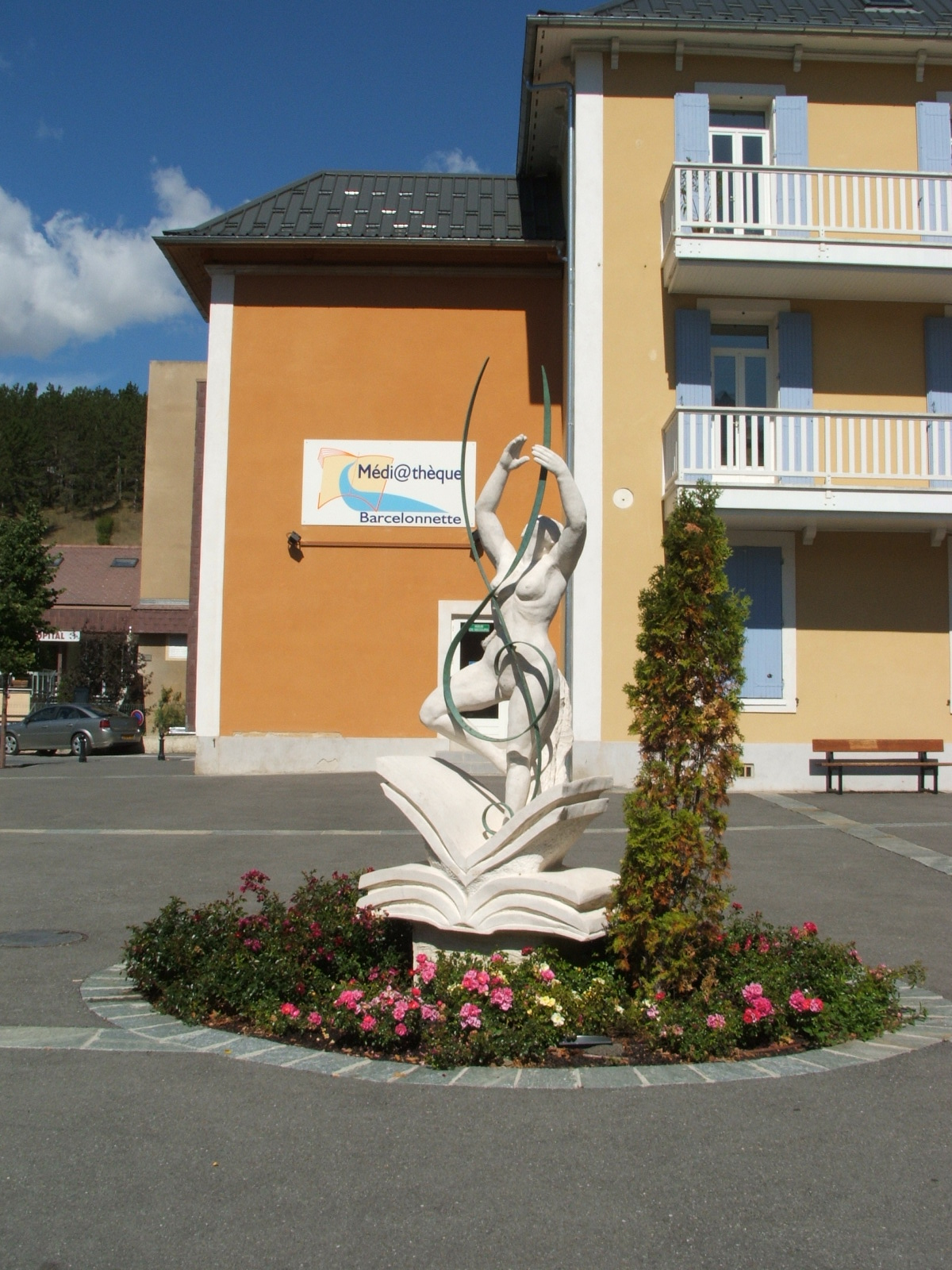
La Mediathéque di Place Pierre-Gilles de Gennes
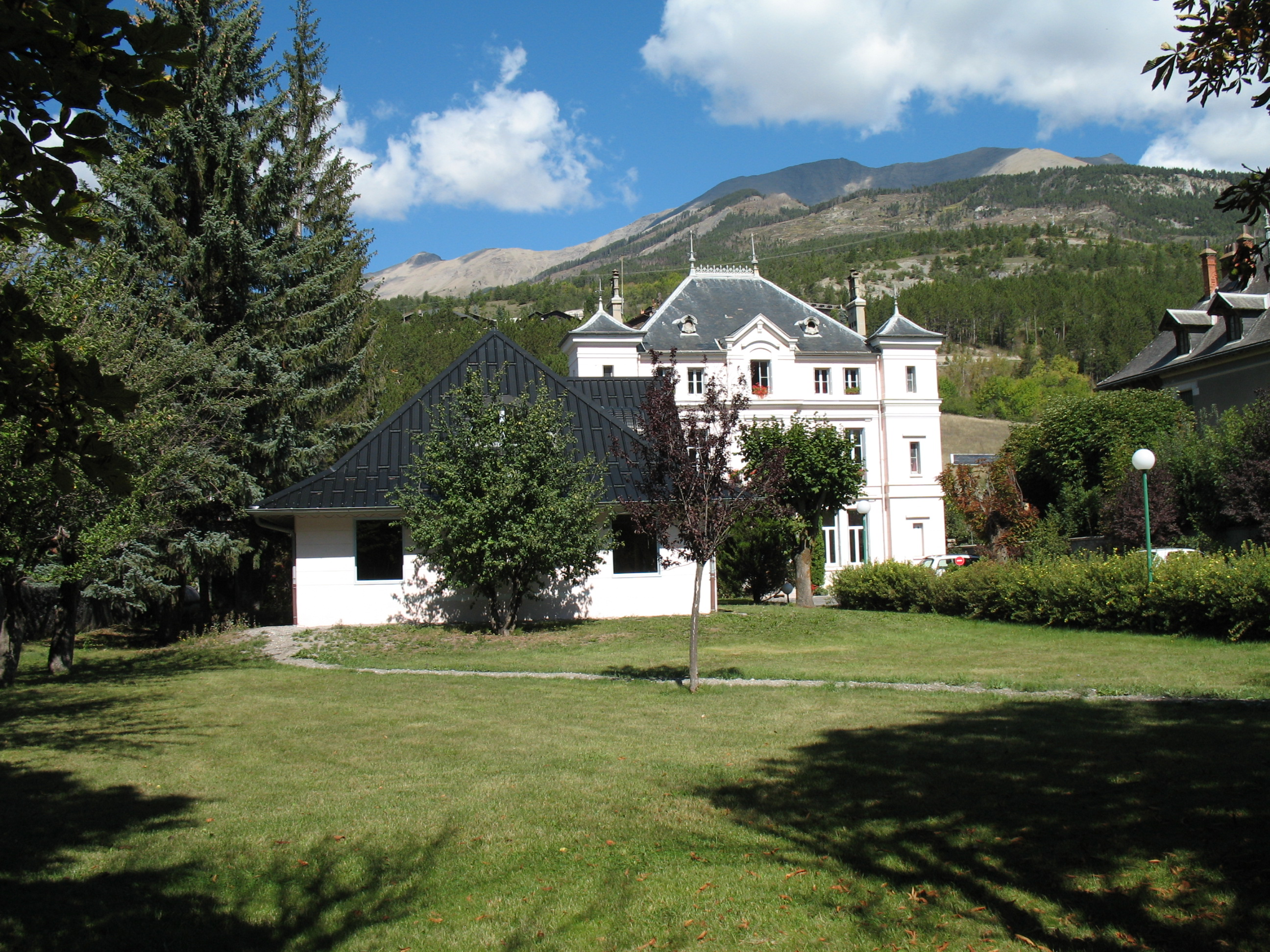
Una villa messicana